# Rocca San Silvestro
Rocca San Silvestro ist eine mittelalterliche, vier Jahrhunderte lang bewohnte und heute teilweise verfallene Höhenburg (ital. rocca) im Toskanischen Erzgebirge (Colline Metallifere). Die fast ein Hektar große, auf der Kuppe eines Kalksteinkegels gelegene Anlage im äußersten Norden der mittelitalienischen Gemeinde Campiglia Marittima diente einst Bergarbeitern und Metallschmelzern als Lebens- und Arbeitsraum. Die wissenschaftliche Erforschung der Burg seit der Mitte der 1980er Jahre lieferte der Montanarchäologie wertvolle Erkenntnisse über die Lebens-, Arbeits- und Gesellschaftsbedingungen in einer italienischen Bergbaugemeinde des späten Früh- bis frühen Spätmittelalters. Spätestens seit 1996 ist die Burg eine Hauptattraktion des Archäologischen Bergbauparks von San Silvestro. Sie gilt als eines der bedeutendsten Beispiele einer herrschaftlichen Ansiedlung in Verbindung mit Bergbau und Metallbearbeitung in Europa.

## Lage und Zugang

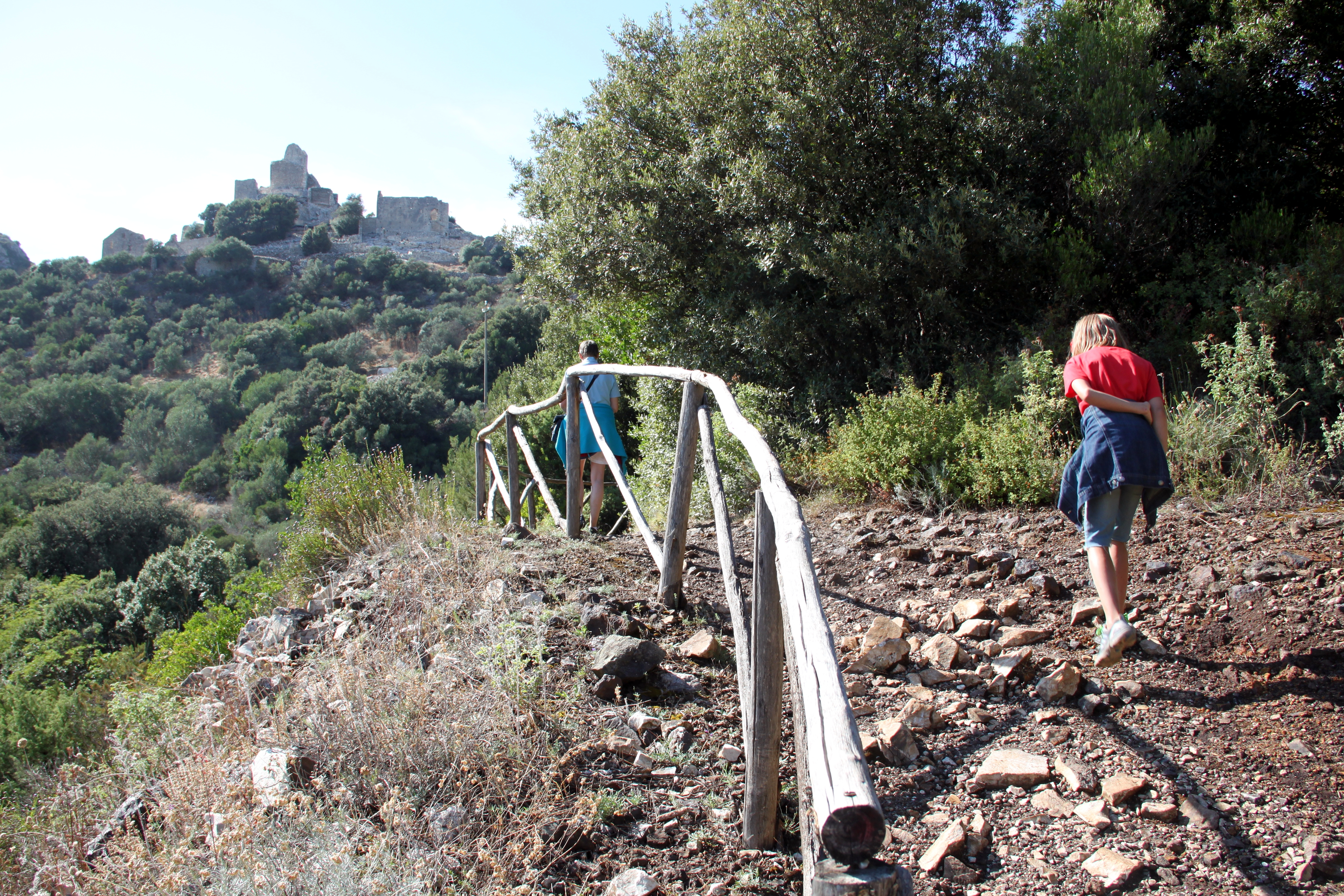
Annäherung vom Valle dei Lanzi

Rocca San Silvestro liegt in der Luftlinie rund zwei Kilometer nordnordwestlich der Ortschaft Campiglia Marittima. Der Burghügel kann nur zu Fuß über einen steilen, mehrere hundert Meter langen Pfad bestiegen werden. Die zum Fuß des Burghügels führende Asphaltstraße ist für den öffentlichen Autoverkehr gesperrt. Die meisten Besucher nähern sich der Burg bis auf etwa einen Kilometer mit Hilfe einer Schmalspurbahn durch den Lanzi-Temperino-Stollen. Alternativ ist eine Annäherung über Schotterwege des Bergbauparks möglich.

## Geschichte und Bedeutung
Rocca San Silvestro wurde zwischen dem 10. und 11. Jahrhundert von den aus Pisa stammenden Grafen della Gherardesca angelegt. Die Burg diente als Stützpunkt, um – wie schon anderthalb Jahrtausende zuvor die Etrusker – die reichen Vorkommen an Kupfer und silberhaltigem Blei in den Tälern der Umgebung (v. a. Valle dei Lanzi, Valle dei Manienti) auszubeuten. Mit dem Kupfer und Silber belieferten die Grafen die Münzprägeanstalten der toskanischen Städte Lucca und Pisa.
Später übertrugen die Gherardesca die Herrschaft über die Burg an adelige Stellvertreter (Landvögte), die ihr Vertrauen genossen und militärische Befugnisse besaßen.
Der heute sichtbare Grundriss stammt aus der letzten Ausbaustufe (2. Hälfte des 13. Jahrhunderts). Damals lebten in Rocca San Silvestro schätzungsweise 200 – 250 Personen, die sich auf etwa 42 Wohnhäuser (Feuerstellen) verteilten. Um innerhalb der Burgmauer neue Familien aufnehmen zu können, hatte man bestehende Häuser zweigeteilt oder um ein zweites Stockwerk aufgestockt.
Gegen Ende des 14. Jahrhunderts wurde die Burg aufgelassen. Politische Konflikte hatten die Macht der Burgherren geschwächt, der „Schwarze Tod“ (Pest) die Bevölkerung in ganz Europa (v. a. im Mittelmeerraum) dezimiert. Vor allem aber gelang es nicht, die Metallgewinnung auf der Höhenburg von menschlicher Körperkraft (zum Antrieb der Blasebälge) auf moderne Wasserkraft umzustellen. Dadurch geriet Rocca San Silvestro technisch so ins Hintertreffen gegenüber anderen Gegenden der Toskana, dass der Standort wirtschaftlich unrentabel wurde. Nach ihrer Auflassung diente die Burg nur noch Hirten als Schutzraum für ihre Tiere.

## Namensgebung
Im Mittelalter war die Burg unter dem Namen Rocca a Palmento bekannt. Der Name geht vermutlich auf die Ölmühle unterhalb der Kirche (lat. palmentum = Mühlstein) zurück. Den Namen Rocca San Silvestro erhielt die Burg nach dem Heiligen Silvester, dem die Kirche (Ersterwähnung 1281) geweiht war.

## Archäologische Erforschung
Mit der archäologischen Erforschung Rocca San Silvestros wurde 1984 durch das Departement für Archäologie und Kunstgeschichte (Fachbereich Mittelalterliche Archäologie) der Universität Siena begonnen. Sie wurde in Zusammenarbeit mit zahlreichen anderen Instituten europäischer Universitäten fortgeführt.

## Struktur

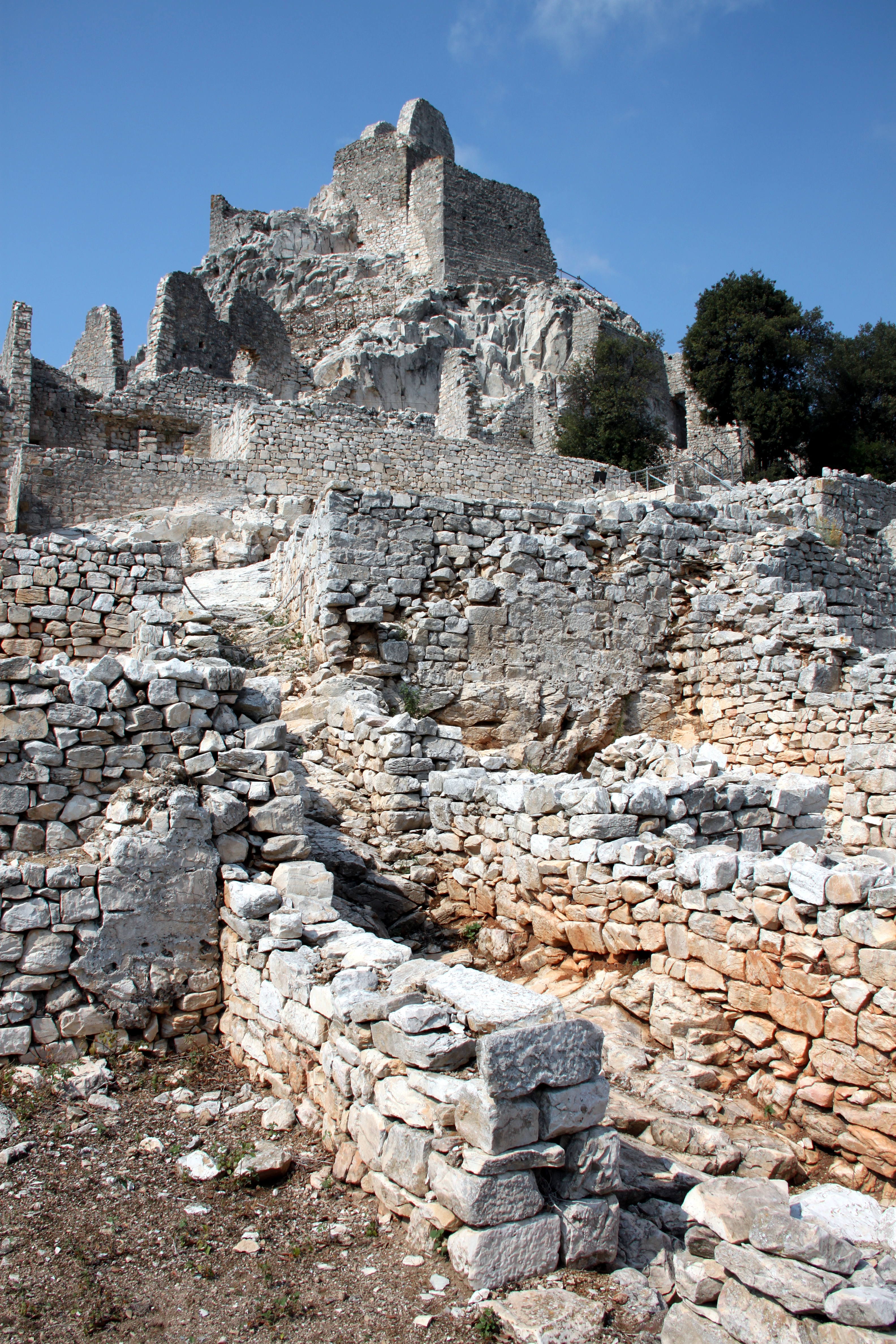
Zitadelle (hinten) und Wohnviertel (vorne)

Der Grundriss der Burganlage ähnelt einem Dreieck mit abgerundeten Ecken im Norden und Westen. Er ist ein Kompromiss aus
- den technischen, sozialen und anderen Funktionen der Gebäude und Einrichtungen,
- dem Sicherheitsbedürfnis der Anlage (Wehrhaftigkeit),
- der Oberflächengestalt des Felsens, auf dem die Burg erbaut wurde, und
- dem knapp bemessenen Platz, den die Hügelkuppe den Erbauern der Burg bot.

Die Burg besitzt eine konzentrische Struktur, die deutlich eine Stadtplanung im kleinen Stil erkennen lässt:
- Das (von den Archäologen so genannte) Herrschaftsviertel erstreckte sich von der Mitte zum Norden der Burg. Es wurde von den Burgherren bewohnt sowie von Soldaten, Dienstleuten und anderen Personen, die in direkter Abhängigkeit von den Burgherren standen. Diese Kernburg (oder Zitadelle) war von einer massiven Ringmauer aus der Frühphase der Burg (10./11. Jahrhundert) umgeben.

- Östlich der Zitadelle, unmittelbar rechts vor ihrem Zugang, stand die Kirche San Silvestro.

- Im Westen und Nordwesten der Burg befand sich die (ebenfalls von den Archäologen so genannte) Industriezone mit Vorrichtungen zur Verhüttung von Kupfer und silberhaltigem Blei. Diese Vorrichtungen stellten, neben den Bergwerken der Umgebung, in denen man die Rohstoffe schürfte, den eigentlichen Mittelpunkt und Daseinszweck der Burg dar.

- Den weitaus größten Teil der Vorburg bildete das terrassenförmig angelegte Wohnviertel für die Bergarbeiter, Hüttenleute und Handwerker samt deren Familien.

- Die gesamte Burg war von einem zuletzt etwa 400 Meter langen Mauerring mit einem Burgtor umschlossen. Wegen des Wachstums der Burgbevölkerung hatte man die Mauer mehrmals erweitern müssen.

Bei der Anlage der Burg hatte man darauf geachtet, dass die Industriezone mit ihrer Brandgefahr und den giftigen Dämpfen, insbesondere aus der Bleiverhüttung, dem Wohnviertel diametral gegenüberlag.

## Bauten
Die Burg wurde in dem damals üblichen romanischen Stil toskanischer Prägung erbaut. Die wichtigsten Bauarbeiten (Mauerring, Turm, Kirche) wurden von spezialisierten Wanderarbeitern (Steinmetzen, Maurern) ausgeführt. Die weniger anspruchsvollen, wenngleich nicht minder umfangreichen Steinmetz- und Bauarbeiten erledigten die ansässigen Bewohner unter der Anleitung der fremden Meister. Nach deren Weggang und dem Know-how-Verlust nachfolgender Generationen nahm die Qualität der Arbeiten zunehmend ab.

### Hauptstraße
Vom Burgtor im Süden der Anlage führte eine Straße nach Norden zur Kirche und zur Ölmühle. Von der Straße zweigten mehrere enge Gassen in die verschiedenen Viertel der Burg ab.

### Zitadelle

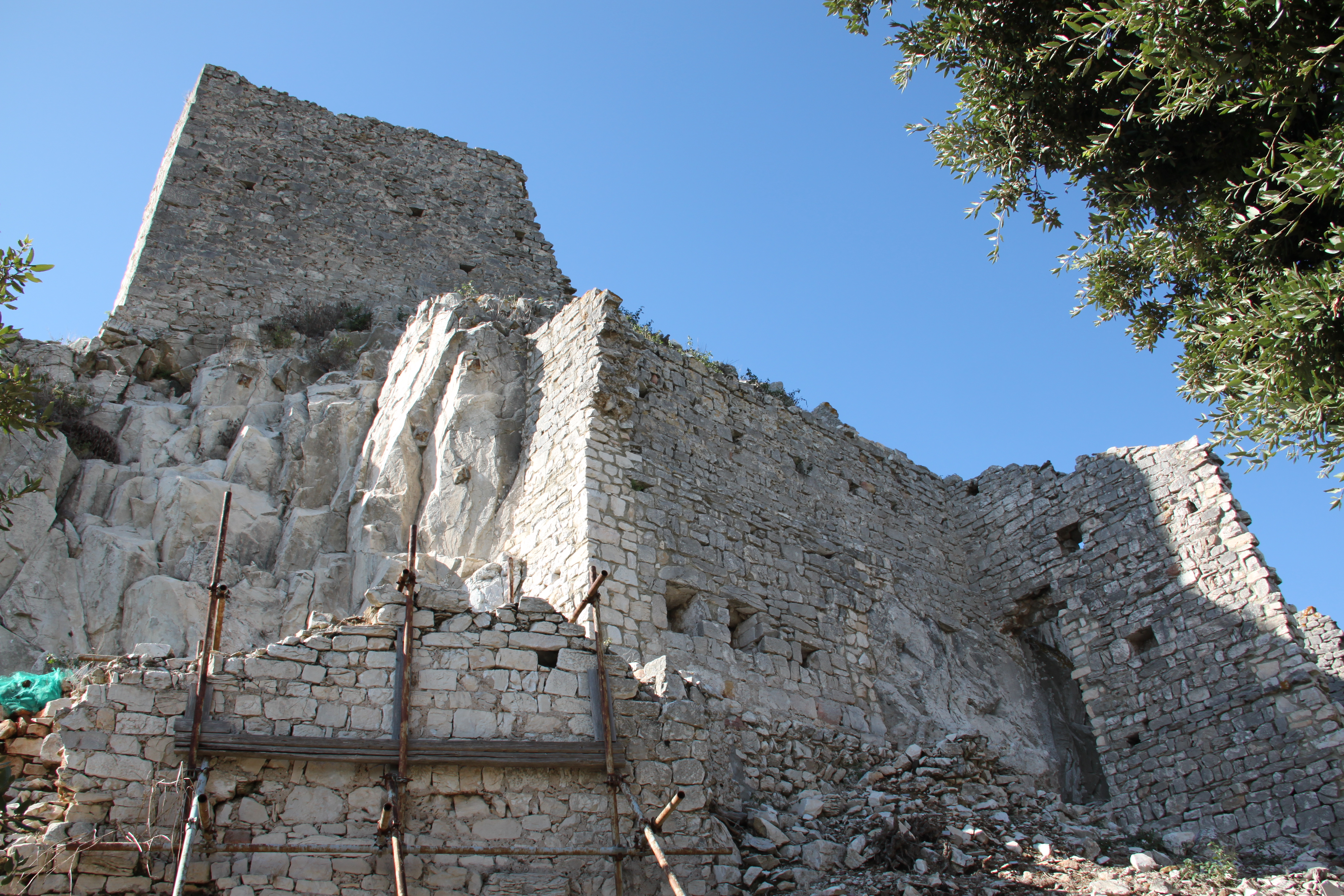
Zitadelle mit Bergfried

Links neben der Kirche war der schmale Zugang zum ummauerten Herrschaftsviertel. Das untere Plateau des Viertels bestand aus einem Hof, der von verschiedenen Räumlichkeiten umgeben war: Neben offenen Räumen, zwei Zisternen, Lagern und Ställen beherbergten sie wohl Wohnquartiere für das Personal.
Der zweistöckige Wohnsitz der Burgherren stand auf dem oberen Plateau des Viertels. Er war in der ersten Bauphase der Burg (10. Jahrhundert) entstanden, indem man die höchste Gesteinslage der Kuppe als Steinbruch nutzte. Die Residenz schmückte ein Marmorboden, der in unseren Tagen teilweise restauriert wurde. Der rechteckige Bergfried (spätes 11. / frühes 12. Jahrhundert) auf dem Gipfel der Hügelkuppe hatte eine Grundfläche von 4 mal 5 Metern.

### Kirche und Friedhof

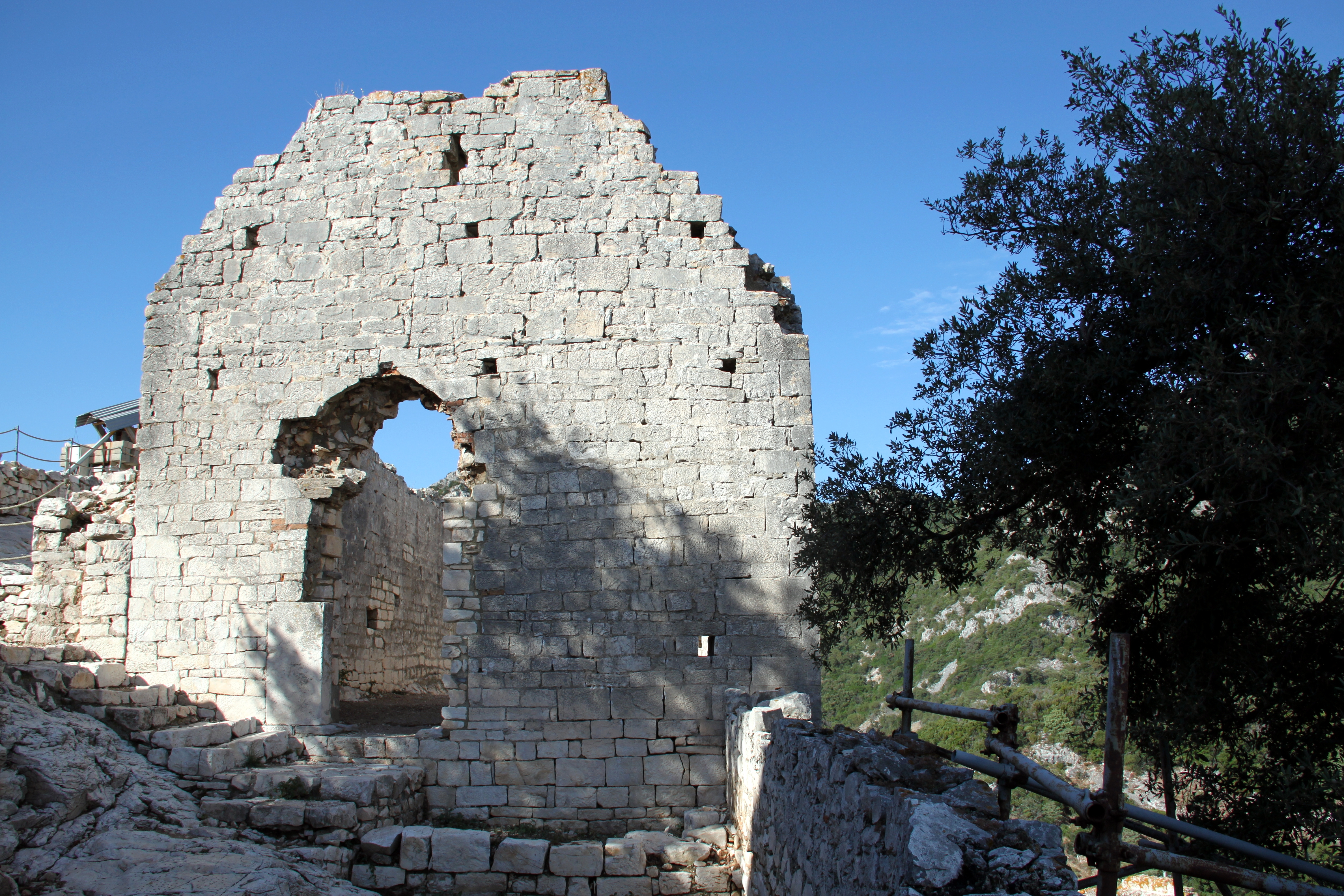
Kirche San Silvestro

Die Kirche San Silvestro wurde im 11. Jahrhundert mit Apsis und Glockengiebel erbaut. Um mit dem Wachstum der Burgbevölkerung Schritt zu halten, wurde sie zwischen dem späten 12. und frühen 13. Jahrhundert erweitert. 1399 (d. h. nach der Auflassung der Siedlung) war die Kirche eines der wenigen Burggebäude, die nachweislich noch zweckgebunden genutzt wurden. Dies erklärt ihren relativ guten Erhaltungszustand.
Vor dem Eingang der Kirche lag der Burgfriedhof. Während die Mitglieder der herrschaftlichen Familie standesgemäß in gemauerten Gräbern entlang der Kirchenmauer beigesetzt wurden, wurden die übrigen Verstorbenen direkt und ungeordnet im Erdreich bestattet. Die beengten Platzverhältnisse führten zu einer hohen Bestattungsdichte. Insgesamt bargen die Archäologen die Überreste von über 300 Personen. An vielen diagnostizierten sie Arthritis (aufgrund beruflicher Überbeanspruchung) und Wurmerkrankungen (aufgrund mangelhafter Hygiene).

### Ölmühle

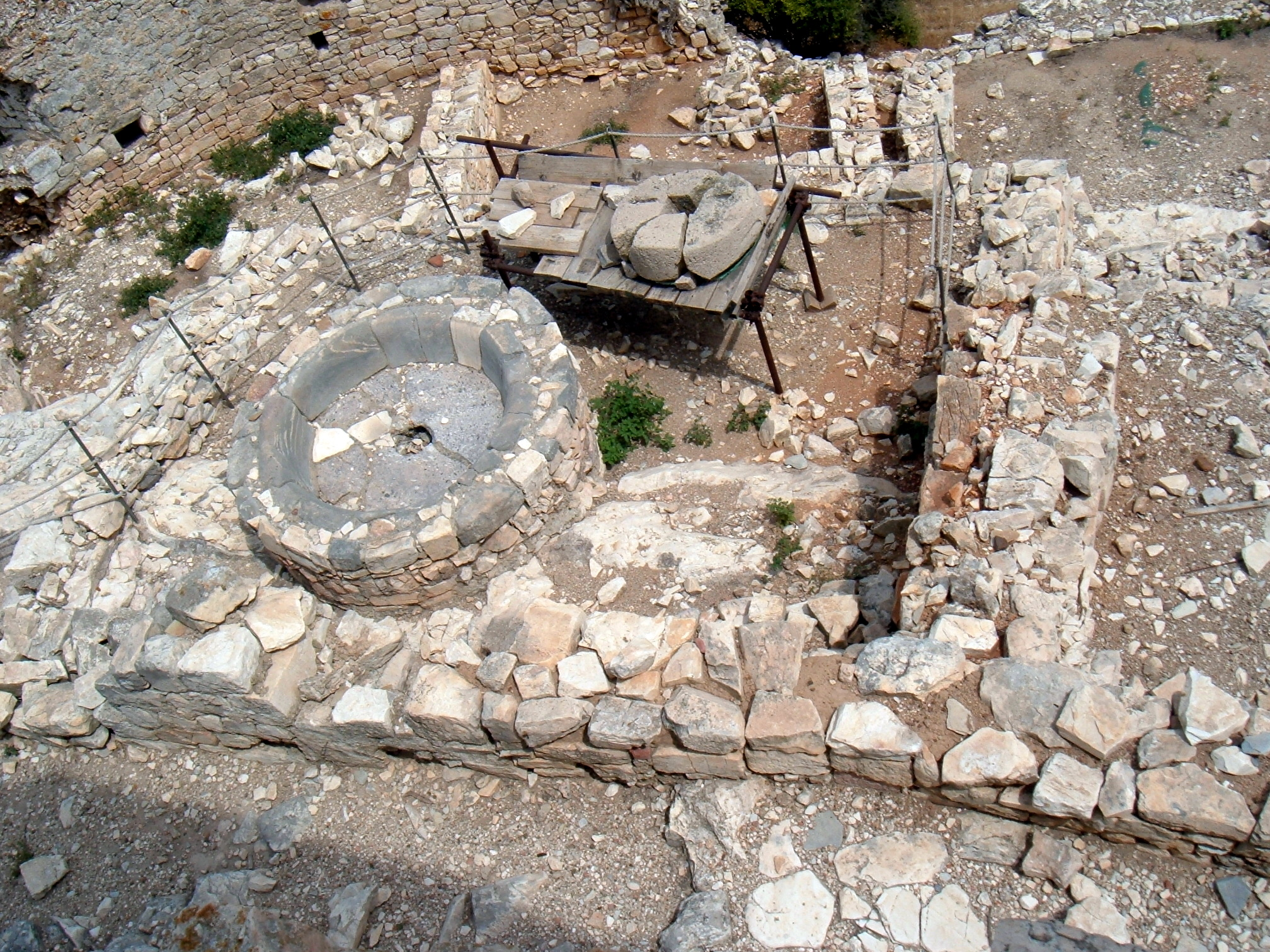
Ölmühle, nach der die Burg ursprünglich benannt war

Die schräg unterhalb der Kirche gelegene Ölmühle war nach der herbstlichen Olivenernte jedes Jahr drei Monate in Betrieb. In diesem Zeitraum wurden schätzungsweise 5000 bis 6000 Liter Öl gepresst. Die unmittelbare Nähe der Mühle zum Herrschaftsviertel und zur Kirche sowie der Umstand, dass die Burg ursprünglich nach der Mühle benannt war, lassen darauf schließen, dass die Ölproduktion unter der direkten Kontrolle der Burgherren stand. Dank seiner vielseitigen Anwendbarkeit (Liturgie, Küche) war Olivenöl ein sehr begehrtes und wertvolles Handelsgut.

### Industriezone
Auf den künstlichen Terrassen der Industriezone, die aus Steinbrüchen für Baumaterial hervorgegangen waren, standen Schmelzöfen aus Lehm. In ihnen gewann man unter Zuhilfenahme handbetriebener Blasebälge silberhaltiges Blei aus Galenit und Kupfer aus Kupferkies. Die erschmolzenen Metalle wurden durch das nordwestlich von Rocca San Silvestro gelegene Valle dei Manienti ins Vorland bei San Vincenzo transportiert. Von dort brachte man die Metalle an ihren Bestimmungsort – das Blei vermutlich in Barren nach Pisa, wo das Silber abgetrieben wurde (Kupellation).

### Wohnviertel

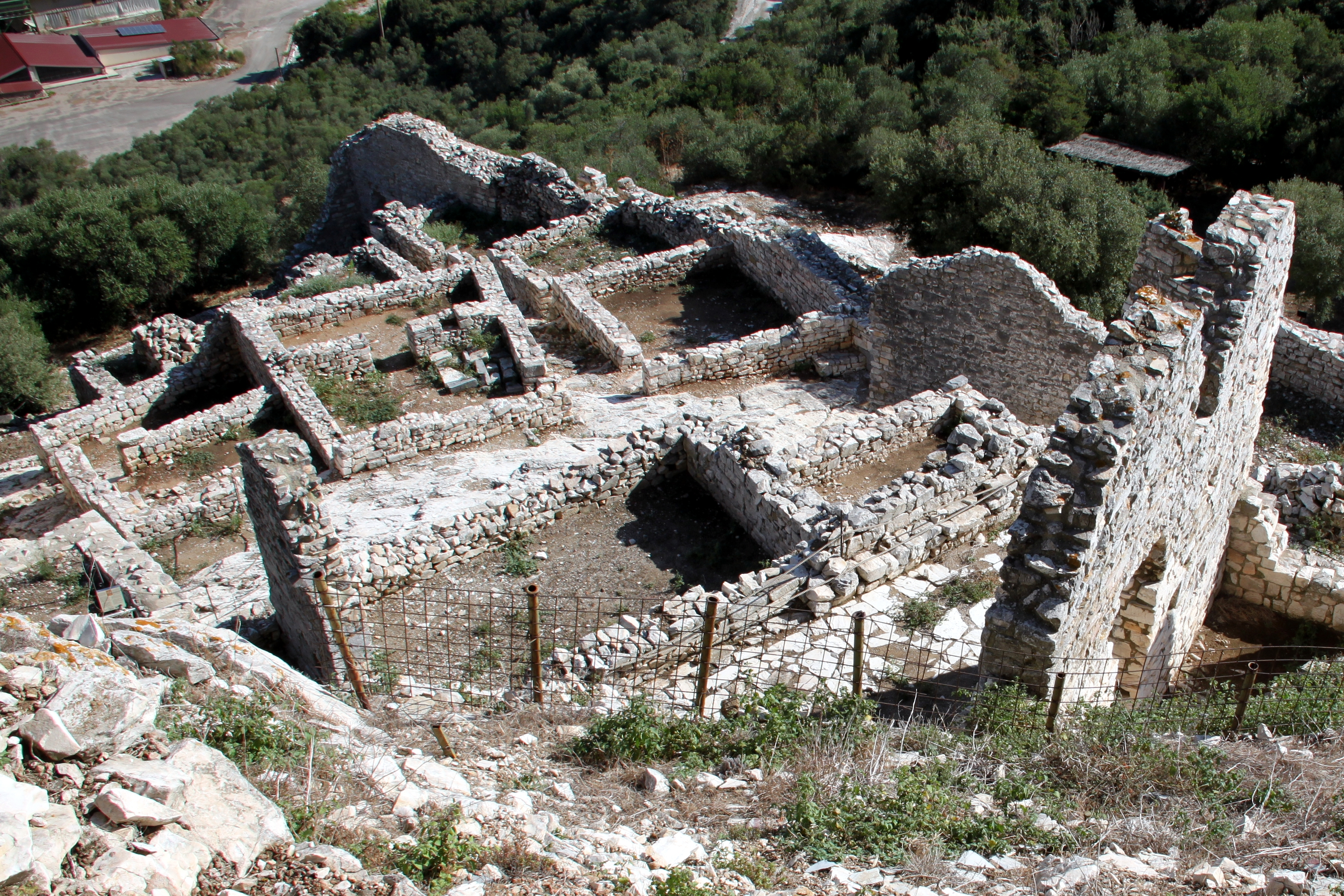
Wohnhäuser

Unmittelbar südlich unterhalb der Zitadelle stand eine Gruppe von zwei Häusern (12. Jahrhundert), die sich einen gepflasterten, privat genutzten Außenhof teilten. Mitte des 14. Jahrhunderts legten die Bewohner dort einen Gemüsegarten an. In der südöstlichen Ecke des Hofs fanden Archäologen die einzige bekannte Latrine der Burg. Wegen der Nähe der Häusergruppe zur Zitadelle und ihrer gehobenen Ausstattung waren die Bewohner offenbar bedeutsame Persönlichkeiten. Möglicherweise gehörten sie dem familiären Umfeld der Burgherren an.
Die meisten Wohnhäuser gruppierten sich in parallelen Reihen auf der östlichen Burghälfte. Die Häuser bestanden aus einem oder zwei Stockwerken. Die durchschnittliche Wohnfläche betrug 27 Quadratmeter. Manche Erdgeschosse wurden als Stall oder Lagerraum genutzt; ins Obergeschoss gelangte man über eine Leiter.

### Infrastruktur für den Alltag

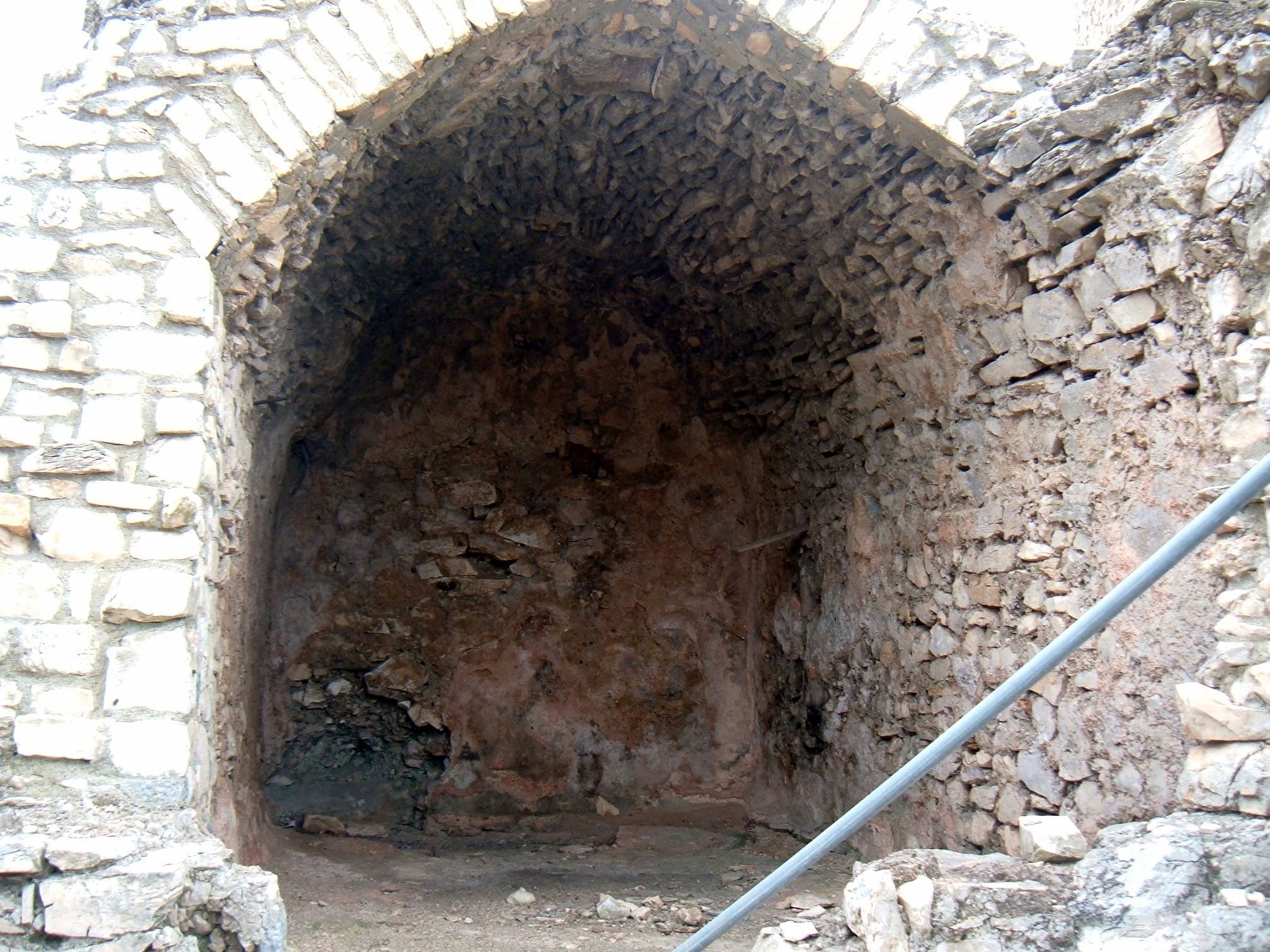
Zisterne

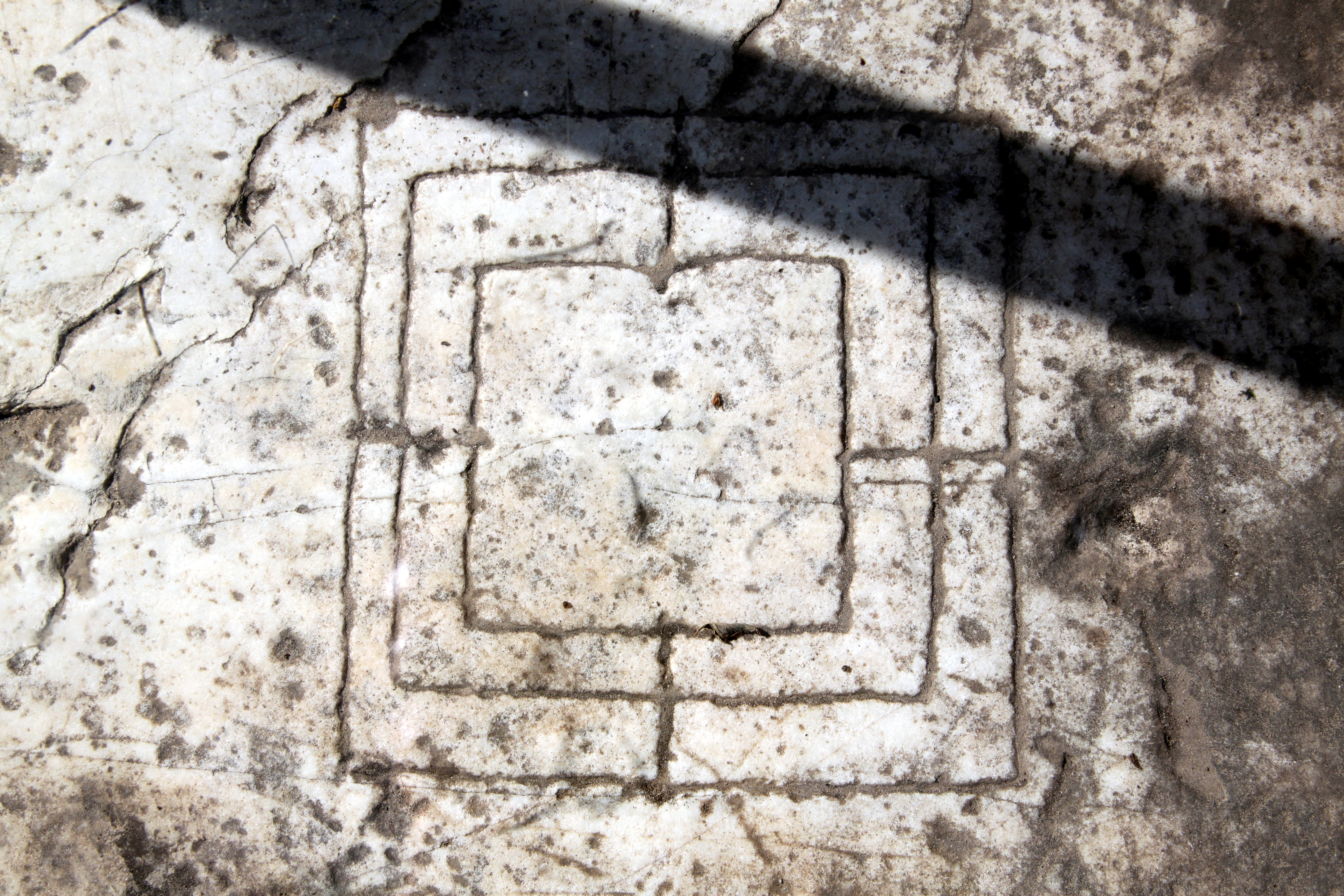
Mühle-Spielfeld

Südöstlich unterhalb der Zitadelle stand ein Brennofen für Keramik, am südlichen Teil der Burgmauer ein Backofen. Beide Öfen konnten von den Bewohnern der Burg frei benutzt werden. Der Brennofen wurde anfangs auch zum Brotbacken verwendet. Der Backofen (Ende 13. / Anfang 14. Jahrhundert) war so groß ausgelegt, dass man in nur einem Backvorgang den Wochenbedarf an Brot von mehreren Familien decken konnte. Nach der Auflassung der Burg wurde der Backofen als Lager für Werkzeuge und Haushaltsgeräte zweckentfremdet.
In den höheren Lagen der Vorburg gab es mehrere Zisternen unterschiedlicher Größe. Einige wurden gemeinschaftlich, andere privat genutzt.
Unmittelbar vor und hinter dem Burgtor wurde – noch heute gut erkennbar – in mehrere Pflastersteine ein Mühle-Spielfeld eingeritzt. Die Urheber waren zum einen Teil Wachposten, zum anderen Teil Ansässige und Wanderer, die sich im Schutze der Burg ihre wenige freie Zeit vertrieben. Die Wachschichten wurden nicht von speziellem Wachpersonal, sondern von allen männlichen Burgbewohnern turnusmäßig als Frondienst für die Burgherren geleistet.

### Technische Anlagen in Burgnähe
Südwestlich unterhalb der Burg war ein Kalkofen in den felsigen Untergrund gehauen. Er diente der Herstellung von gelöschtem Kalk für Mauermörtel. Zu Beginn des 14. Jahrhunderts wurde der Kalkofen aufgegeben, vermutlich aufgrund eines schwindenden Einflusses der Burgherren auf die Einwohner. Letztere verwendeten von da an roten Lehm anstelle von Kalk für den Bau und die Instandhaltung von Mauern.
Unweit des Kalkofens stand ein Rennofen (12. Jahrhundert) zur Gewinnung von Eisen aus Eisenerz. Er deckte den hohen Eigenbedarf der Burg an Eisen. Das Eisenerz (v. a. Hämatit) stammte von der ca. 40 Kilometer entfernten Insel Elba. Es wurde in Rocca San Silvestro gemeinsam mit Limonit und Sulfiden aus den Bergwerken der Umgebung verhüttet.
Am Fuß des Burgtors befand sich eine  Schmiede. Hier wurden die zahlreichen Eisenwerkzeuge hergestellt und repariert, die man im Bergbau und in der Metallverarbeitung benötigte. Die Schmiede war vom 11. bis zur ersten Hälfte des 13. Jahrhunderts in Betrieb.
Heute gehören der Rennofen und die Schmiede zu einem Areal für experimentelle Archäologie. Auf diesem versuchen Archäologen, durch eigenes Ausprobieren historische Verfahren zur Verhüttung von Kupfer und silberhaltigem Blei zu studieren.